# Hybrid (videogioco)
Hybrid è un videogioco sparatutto in terza persona pubblicato l'8 agosto 2012 tramite Xbox Live Arcade. Il videogioco è stato sviluppato dalla 5th Cell, lo studio creativo che ha curato le serie Scribblenauts, Drawn to Life e Lock's Quest. Utilizzando il motore di gioco Source della Valve Corporation, si tratta del primo titolo per Xbox 360 sviluppato dalla 5th Cell.